# Devecser
Devecser – miasto na Węgrzech, w komitacie Veszprém, siedziba powiatu Devecser.